# Льнозавод (Угранский район)
Льнозавод — Деревня в Угранском районе Смоленской области России. Входит в состав Вёшковского сельского поселения. 
Население — 63 жителя (2007 год). 
Расположена в юго-восточной части области в 19 км к северо-востоку от Угры, в 0,5 км южнее автодороги Р132 Вязьма — Калуга — Тула — Рязань, на берегу реки Волоста. В 8 км северо-западнее от деревни находится железнодорожная станция Волоста-Пятница на линии Торжок-Брянск. 

## История
В годы Великой Отечественной войны деревня была оккупирована гитлеровскими войсками в октябре 1941 года, освобождена в марте 1943 года.